# Sabine Sinjen
Sabine Sinjen, född 18 augusti 1942 i Itzehoe, Tyska riket, död 18 maj 1995 i Berlin, Tyskland, var en tysk skådespelare. Sinjen som filmdebuterade 1957 fick snabbt ett genombrott som tonårsfilmstjärna i Tyskland. På 1960-talet var hon engagerad vid teatrar som Schillertheater och Theater in der Josefstadt i Wien. Under samma decennium medverkade hon i filmer som es och Alle Jahre wieder som tog upp äktanskapets problem. Åren 1976–1980 var hon anställd vid Thalia Theater i Hamburg. År 1987 spelade hon Jean Cocteaus pjäs Vox humana i en uppmärksammad teaterföreställning på Schillertheater.

## Filmografi, urval
- 1958 – Farlig böjelse
- 1958 – Smutsig ängel
- 1960 – Ett glas vatten
- 1963 – Tuffa killar med revolver
- 1966 – es
- 1967 – Alle Jahre wieder
- 1970 – Wir - zwei